# Adrano
Adrano (AFI: /aˈdrano/; Dirnò, AFI: /dɪɾˈnɔː/, Atranu, AFI: /aˈʈɽaːnʊ/ o Durnò in siciliano) è un comune italiano di 33 505 abitanti della città metropolitana di Catania in Sicilia. A partire dall'epoca normanna fino al 1929 fu indicata con il toponimo Adernò, che dal XIV al XIX secolo fu capoluogo dell'omonimo Stato feudale di rango comitale.
Situata nella parte sud-occidentale del vulcano Etna, dista 36 km da Catania e 200 km da Palermo.
Il 16 dicembre del 2019 con un decreto firmato dal Presidente della Repubblica, Sergio Mattarella, viene riconosciuto ad Adrano, per l'importanza storica, artistica, civica o demografica, il titolo di città.

## Geografia fisica

Comuni del Parco dell'Etna

### Il Territorio
Adrano è fisicamente situata nella parte nord-occidentale del territorio della città metropolitana di Catania, ovvero nell'area etnea, al confine con il libero consorzio comunale di Enna. Adrano si trova sul versante sud occidentale dell'Etna, a 560 metri sul livello del mare.
Il suo territorio ha un'estensione di 83,22 km², la tredicesima tra i comuni della sua città metropolitana, e fa parte del Parco dell'Etna. Confina a nord con Bronte, Maletto, Randazzo e Castiglione di Sicilia, a ovest con Centuripe, nel libero consorzio comunale di Enna, a est con Sant'Alfio e Zafferana Etnea, a sud con Biancavilla.
Situata nella parte sudoccidentale dell'Etna, in una zona di bassa montagna che affianca la Piana di Catania a est e il fiume Simeto a ovest, dal punto di vista morfologico il suo territorio risulta essere in prevalenza collinare e pianeggiante, e solo in minima parte montano nella sua parte più interna; la sua altitudine media è di 560 m s.l.m., che varia da una quota minima di 150 m s.l.m. nella sua parte occidentale a una quota massima di 3 300 m s.l.m. nella parte orientale.

### Clima
| ADRANO             | Mesi | Mesi | Mesi | Mesi | Mesi | Mesi | Mesi | Mesi | Mesi | Mesi | Mesi | Mesi | Stagioni | Stagioni | Stagioni | Stagioni | Anno |
| ADRANO             | Gen  | Feb  | Mar  | Apr  | Mag  | Giu  | Lug  | Ago  | Set  | Ott  | Nov  | Dic  | Inv      | Pri      | Est      | Aut      | Anno |
| ------------------ | ---- | ---- | ---- | ---- | ---- | ---- | ---- | ---- | ---- | ---- | ---- | ---- | -------- | -------- | -------- | -------- | ---- |
| T. max. media (°C) | 7,3  | 7,8  | 9,1  | 11,5 | 15,9 | 20,3 | 23,3 | 23,6 | 20,6 | 16,1 | 12,2 | 9,1  | 8,1      | 12,2     | 22,4     | 16,3     | 14,7 |
| T. min. media (°C) | 4,4  | 4,5  | 5,6  | 7,7  | 11,6 | 15,7 | 18,6 | 19,1 | 16,5 | 12,6 | 9,0  | 6,2  | 5,0      | 8,3      | 17,8     | 12,7     | 11,0 |

Adrano gode di un clima mediterraneo, ma condizionato dall'altitudine e dalla lontananza dal mare, con inverni freschi e umidi ed estati abbastanza calde e soleggiate.

## Origini del nome
Adrano è un nome di origine sicana secondo Giovanni Alessio che si collegherebbe nel tema al latino āter e all'umbro ādro ‘nero’.. La forma Adernò risente dell'accentazione greca e deriverebbe da Àdranon, Άδρανον.
Gli abitanti sono detti adraniti, mentre invece quando il comune era denominato Adernò, i medesimi abitanti erano detti adernesi o adornesi; nel gergo dialettale non è infrequente l'uso dell'espressione ddurnìsi o ddornesi (adornesi) per riferirsi agli abitanti di Adrano.

## Storia

### Epoca antica

#### I Siculi
Le radici di Adrano affondano nel Neolitico, anche se le maggiori testimonianze si possono associare ai cosiddetti Siculi che provenienti dalla costa jonica verso il X secolo a.C. s'insediarono nel territorio etneo e fondarono la città rimasta anonima, nella contrada del Mendolito, di questa città ormai sepolta sopravvive oggi nel territorio di Adrano la cinta muraria, le porte e le tracce di abitazioni, una necropoli dalle caratteristiche sepolture a cupoletta (forse d'ispirazione micenea) e numerose iscrizioni sicule.
Resti di insediamenti siculi fioriti tra il X e il V secolo a.C. sono presenti a ovest del paese e presso il fiume Simeto, nell'antica Mendolito, città di fondazione sicula oggi in parte sepolta.

#### Adranon
Nel 400 a.C. fu fondata, secondo la tradizione, da Dionigi il Vecchio di Siracusa la città greca di Adranon (in greco antico: Ἀδρανόν?, Adranón) presso il tempio dedicato a Adranos, dio siculo della guerra per accrescere il controllo siracusano nella zona. Adranon, infatti, rappresentava un importante punto strategico, poiché garantiva il controllo della valle del Simeto e della città di Centuripe che si ergeva su un'altura presso la sponda opposta del Simeto. Nel 344 a.C., Timoleonte di Corinto dirigendosi verso Siracusa, nei pressi di Adranon sbaragliò le truppe di Iceta, tiranno di Leontinoi. Timoleonte vincitore, secondo la leggenda, fu accolto con clamore dalla città di Adranon, di cui divenne signore.
A sud di via Catania è stata localizzata la polis greca fondata da Dionigi il Vecchio nel 400 a.C. Imponenti sono i resti del muro di cinta, della cittadella, che parte da via Catania, contrada Buglio e arriva all'enorme baratro, chiamato Rocca dagli abitanti di Adrano. Lo scavo della sovrintendenza ha riportato alla luce un'abitazione con un pregevole pavimento che è stata restaurata e accorpata al museo archeologico; a fini turistici è stata riordinata la zona di contrada Buglio, nei pressi delle mura, che dovrebbe costituire l'accesso all'area archeologica. Il resto dell'area è tuttavia utilizzato per attività agricole intensive ed è minacciato dall'espansione edilizia e dall'opera dei tombaroli.

#### Romani
Roma conquistò Adrano nel 263 a.C. per opera del console Valerio che entrò in città con ottomila fanti e seicento cavalieri espugnandola. La città assunse il nome latinizzato Hadrānum (o Adrānum).

### Medioevo

#### Vandali e Ostrogoti
Con la conquista barbarica la città segui le fasi di sviluppi dell’isola.

#### Bizantini
Con i Bizantini continuò la fase di sviluppo incrementata dal ripopolamento di queste aree. La conquista islamica di Centuripe e di altre terre circostanti, verso il 950, da parte dell'emiro arabo Mūsā portò Adrano - che subì pesanti saccheggi - a far parte del neo-costituito Emirato di Sicilia, mettendo così fine al dominio bizantino.

#### I Normanni
Ugo di Jersey guidò i cavalieri normanni nell’assedio dei territori sottomessi dai musulmani. I cristiani bizantini, che rappresentavano la maggior parte della popolazione, li accolsero come liberatori. Durante il dominio normanno, Adrano fu rifondata sulla città greco-romana. I Normanni costruirono il possente dongione a protezione della città che comprendeva abitanti di origine principalmente bizantina e normanna; erano soprattutto agricoltori e artigiani. Adrano fu inserita nella diocesi di Catania, retta dal vescovo Ansgerio.

#### Gli Svevi
Il dominio svevo portò a lotte di potere e intolleranze tra cui la persecuzione dei Saraceni, che furono costretti a fortificarsi sotto la guida di Mirabetto (Benaveth - Ibn ῾Abbād) e poi deportati a Lucera. Durante il dominio svevo, la città e il suo castello divennero il covo dei conti de Luci, che depredarono con violenza i beni della chiesa, finché nel 1209 non furono sconfitti e banditi da Federico II. L'imperatore, nel 1233 diede in "retturia" il casale a capitani di Messina, che divennero la classe dominante in città.

#### Gli Angioini
Durante le lotte tra Angioini e Svevi Adrano in un primo momento fu sotto il governo di Carlo I d'Angiò poi di Corradino di Svevia fino al 1268 quando fu decapitato a Napoli. Da allora Adrano passò alla famiglia Maletta. Il numero degli abitanti scese da mille a circa trecento.

#### Gli Aragonesi
Pietro III di Aragona fu accolto come un liberatore, ma anch'egli continuò a opprimere la popolazione, nascondendosi dietro l'alibi di dover cacciare gli Angioini. Adrano divenne feudo del cavaliere catalano Garzia De Linguida, nel 1286 passò a Luca Pellegrino, un funzionario del re Giacomo. Margherita, la figlia di Pellegrino, sposò Antonio Sclafani di Palermo, Matteo, loro figlio fu nominato conte di Adernò e di Centorbe, nonché signore di Ciminna. Mentre Sclafani soggiornava a Palermo, Adrano fu prima occupata da Roberto d'Angiò e in seguito dai latini capitanati da Ruggero Tedesco. Matteo Sclafani morì nel 1354, alla sua morte si scatenò la lotta per la successione che durò più di quarant'anni, la contea di Adrano passò dunque a Giovanni Raimondo, nipote di Antonio Moncada.

### Epoca moderna

#### Il Regno di Sicilia durante il Viceregno
Dal 1412 al 1515, sotto i viceré di Sicilia, dominarono Adrano i Moncada con il titolo di "conti di Adernò". Giovan Tommaso Moncada restaurò il Castello di Adrano facendolo circondare da un bastione, costruì la chiesa di S. Sebastiano. I Ventimiglia costruirono palazzi nel centro di Adrano, uno dei quali diverrà nel XVI secolo sede del Devoto Monte di Pietà e nel XIX sede del Municipio. In questo periodo si costituì il nucleo amministrativo di Adernò, composto da funzionari di ceto nobile (il capitano di giustizia, i quattro giurati, il tesoriere, il giudice civile, il giudice criminale, l'archivista, il mastro notaro, il castellano e il governatore del conte). Adrano contava allora seimila abitanti.

### I viceré degli Asburgo
Dal 1516 al 1713 entrambe le corone d'Aragona e di Castiglia furono ereditate prima dall'imperatore Carlo V d'Asburgo e poi dai discendenti di suo fratello, che portavano il titolo di re di Spagna. Il Regno di Sicilia continuò a essere retto da Viceré con sede a Palermo, anche se fino alla rivolta filo-francese del 1674 Messina venne considerata co-capitale e sede della corte per sei mesi l'anno.

#### Dal Regno di Sicilia al Regno d'Italia
Dopo il breve regno della dinastia dei Savoia sulla Sicilia (1713-1720) e il successivo avvento degli Asburgo d'Austria che piegarono la popolazione a causa dell'eccessiva tassazione, verso la seconda metà del Settecento, con l'avvento della nuova dinastia dei Borboni, la situazione economica migliorò, la popolazione cominciò a crescere: nel 1874 Adrano contava 6 623 abitanti. Nel 1820 a seguito della rivolta di Palermo, si succedettero tumulti ad Adrano, Biancavilla e Bronte, furono costituiti comitati per sostenere il colonnello Pietro Bazan, ma il comitato di Adrano fu scovato così la città fu mira dell'esercito punitivo dei Borboni.
Il movimento antiborbonico fu in un primo momento sedato, ma riprese durante la cosiddetta Primavera dei popoli nel 1848, quando venne ricostituito il Regno di Sicilia. Rivoluzionari adraniti guidati da Pietro Cottone accorsero in sostegno alla città di Catania che si piegava ai cannoni dell'esercito borbonico, che infine occupò Catania, Biancavilla, Paternò e Adrano. La Spedizione dei Mille di Giuseppe Garibaldi, infiammò nuovamente speranze di libertà tra i patrioti, mentre per le classi meno abbienti poco cambiò, infatti, i moti contadini che chiedevano la spartizione delle terre, furono sedati dai garibaldini prima e dall'esercito di Vittorio Emanuele dopo.
Dal 1862 al 1867, una serie di lavori per il miglioramento della città: il primo impianto di illuminazione pubblica, quotazione delle terre comunali, inaugurazione del primo liceo, lavori per il lastricamento della via Garibaldi, inaugurazione dell'ospedale, la creazione di una centrale telegrafica ed elettrica. Adrano era tra i più ricchi centri commerciali della provincia, ma le condizioni dei ceti poveri non erano migliorate e questi furono colpiti dal vaiolo nero e dal colera, che furono la causa di tumulti e ribellioni che sfociarono nel brigantaggio.

#### XX secolo
Durante i primi anni del Novecento si diffuse un indirizzo riformista nel mondo cattolico e socialista. Negli anni venti il sacerdote don Vincenzo Bascetta e il professor Carmelo Salanitro (antifascista morto nel 1945 nel Campo di concentramento di Mauthausen-Gusen), si batterono per favorire piccoli contadini e manovali nell'acquisto dei feudi, molto dei quali abbandonati dai ricchi proprietari terrieri.

### Simboli
Nello stemma di Adrano è generalmente raffigurata un'aquila, presente nell'attuale disegno, insieme a uno scudo ovale tripartito, sostenuto da due cornucopie, nel quale vengono raffigurati l'Etna innevato e in eruzione, un rapace e un granchio. Dal 16 dicembre 2019, a seguito della richiesta avanzata dal consiglio comunale con delibera n. 15 del 20 marzo del 2018, il comune è stato insignito del titolo di città, il quale prevede un ridisegno al fine di inserire la corona muraria dorata, tipico di questo riconoscimento.
Il gonfalone è un drappo di azzurro.

## Monumenti e luoghi d'interesse

### Chiese e luoghi di culto
- Chiesa Madre
- Chiesa del Crocifisso
- Chiesa del Cuore Immacolato della Beata Vergine Maria
- Chiesa del Salvatore
- Chiesa del Santissimo Cristo della Colonna
- Chiesa della Madonna delle Grazie
- Chiesa dello Spirito Santo e Convento degli Scolopi
- Chiesa di Gesù e Maria
- Chiesa di Maria Santissima della Catena
- Chiesa di Maria Santissima dell'Udienza
- Chiesa di Sant'Agostino
- Chiesa di Sant'Antonio Abate
- Chiesa di Sant'Antonio di Padova
- Chiesa dei Santi Alfio, Filadelfo e Cirino
- Chiesa di Santi Apostoli Filippo e Giacomo
- Chiesa di San Francesco di Paola
- Chiesa di San Giovanni Apostolo
- Chiesa di San Giuseppe
- Chiesa di San Leonardo
- Chiesa di San Nicolò Politi
- Chiesa di San Paolo
- Chiesa di San Pietro
- Chiesa di Santa Chiara
- Chiesa di Santa Maria degli Angeli e Convento dei Padri Cappuccini
- Chiesa di Santa Maria del Rosario e Convento di San Domenico
- Monastero di Santa Lucia

### Edifici storici

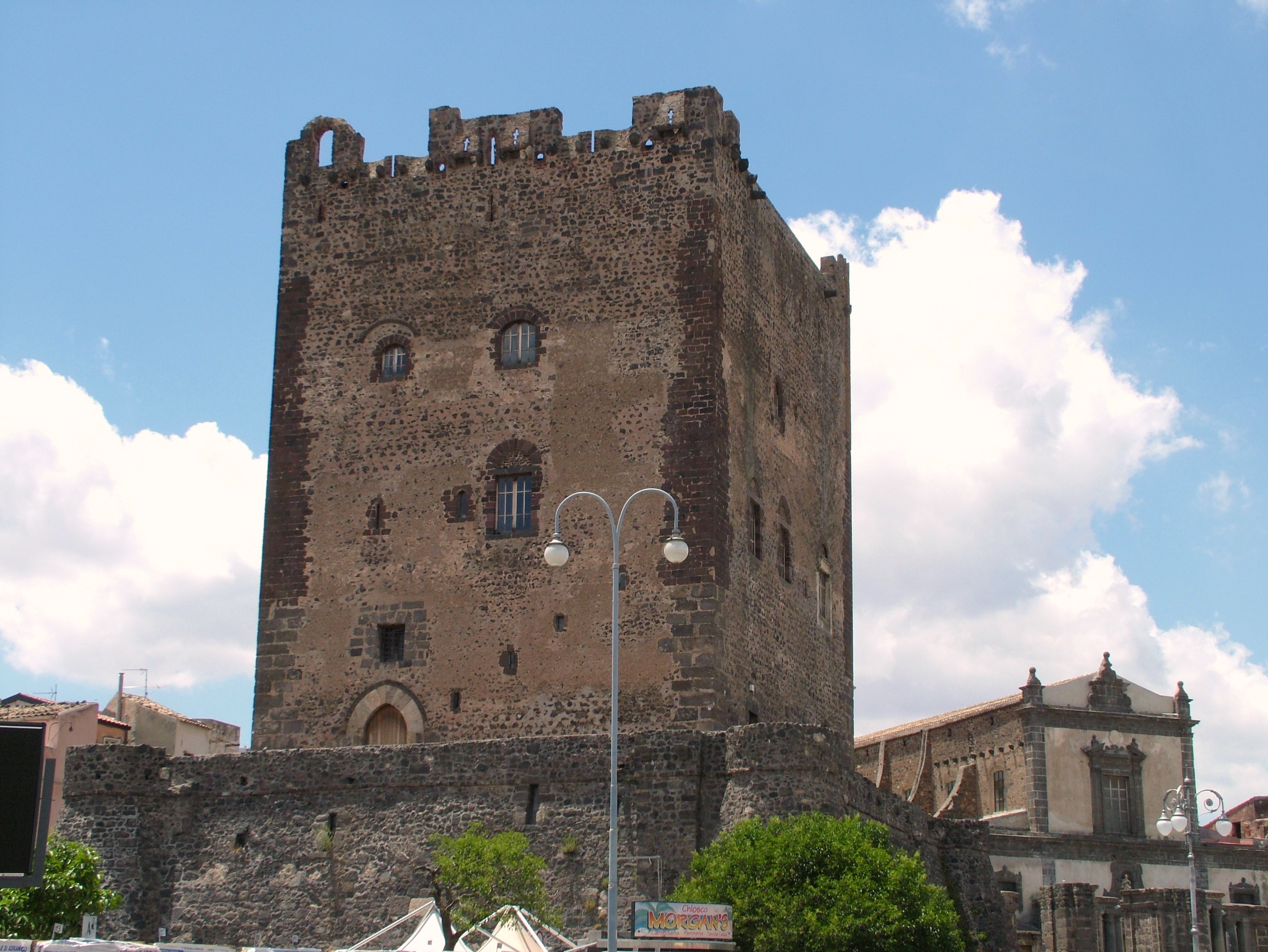
Castello normanno

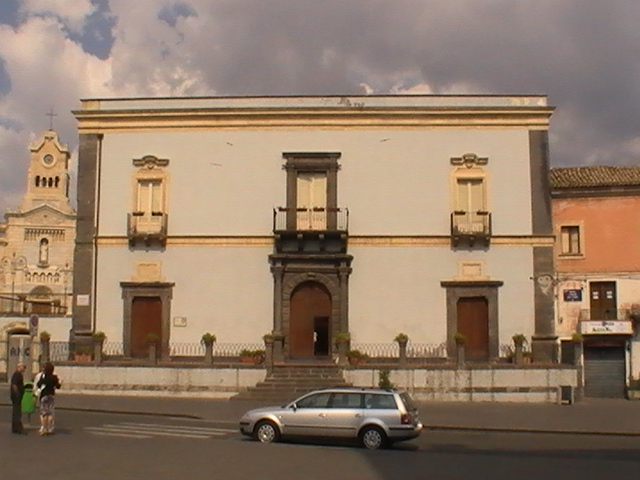
Palazzo Bianchi

- Castello Normanno
- Castello della Solicchiata
- Palazzo Bianchi
- Palazzo Ciancio
- Palazzo Palermo-Sanfilippo
- Palazzo Pisani-Ciancio
- Palazzo Pulia
- Teatro Bellini

### Altre architetture
- Acquedotto Biscari
- Archi Gotici
- Mendolito
- Mulini della Rocca
- Mura ciclopiche (o Dionigiane)
- Ponte dei Saraceni
- Torre di Sant'Elia
- Torre Minà
- Villa Comunale (o Giardino della Vittoria)

## Società

### Evoluzione demografica
Abitanti censiti

Adrano è il sesto dei 58 comuni della città metropolitana di Catania per numero di abitanti. La sua popolazione - che nel 1921 raggiunse il suo massimo storico con circa 40 000 unità - risulta essersi stabilizzata intorno alle 36 000 unità nei primi decenni del XXI secolo.
Al 31 dicembre 2017, ad Adrano il numero dei nati risultava essere di 338 unità (9,5‰), quello dei decessi di 323 unità (9‰), da cui si ottiene un saldo naturale positivo di 15 unità (+ 0,5‰). Negativi invece risultano i valori del saldo migratorio che si registrano annualmente dal 2011, e più accentuati negli anni successivi (- 276 unità nel 2017).
In una città metropolitana come quella catanese, storicamente poco interessata dal fenomeno dell'emigrazione rispetto ad altre province siciliane, Adrano è il comune con la più alta percentuale di emigrati, superiore anche a tutta la Sicilia orientale: statistiche del 2012 riferiscono di 7 986 adraniti iscritti all'AIRE, con un'incidenza del 21,7%, e la cittadina etnea è il ventiduesimo tra i comuni italiani con più iscritti. Particolarmente numerosa è la comunità di emigrati adraniti residente a Namur, in Belgio, stimata a oltre 2 000 unità.

### Etnie e minoranze straniere
La popolazione con cittadinanza straniera ad Adrano, al 1º gennaio 2018 risulta essere di 463 unità, pari all'1,3% della popolazione. Il 51,8% degli stranieri regolarmente residenti nel comune proviene dalla Romania, e a seguire altre comunità consistenti sono quelle di Marocco, Tunisia, Repubblica Popolare Cinese e Polonia.

### Lingue e dialetti
Il subdialetto adranita (durnisi in siciliano standard, dornesi a livello locale) è generalmente ascritto al gruppo dei dialetti catanesi privi di metafonesi, ma il glottologo Giacomo De Gregorio nel suo Saggio di fonetica siciliana (1890), lo indicò come appartenente al gruppo dei dialetti della Sicilia centrale che il medesimo classificò come "caltanissettese", in cui vi rientravano le parlate delle province di Enna e di Caltanissetta. Si potrebbe presumere che l'adranita sia un dialetto di transizione, in maniera non dissimile ai contigui brontese e maniacese, e al più remoto caltagironese.
La parlata di Adrano costituisce una varietà per il suo vocalismo: se la pronuncia della a è pressoché identica a quelle delle altre parlate siciliane, la pronuncia della è e della ò, sono invece brevi e diventano íę e úŏ; le altre due vocali ì e ù, diventano è e ò. Nel caso dei fenomeni di iato, le e e le i diventano rispettivamente ji e je, con una palatalizzazione più forte nelle prime.

### Religione
L'origine del nome di Adrano in riferimento a un'antica divinità sicula, suggerisce le sue origini chiaramente pagane, ma dopo la caduta dell'Impero romano d'Occidente e la successiva dominazione bizantina della Sicilia, cominciò a diffondersi il cristianesimo, che ebbe maggior impulso in epoca normanna.
La religione più diffusa tra la sua popolazione è il cattolicesimo: la cittadina etnea, che fa parte dell'arcidiocesi di Catania ed è sede del XIV vicariato, ha come patroni i santi cattolici Vincenzo di Saragozza e Nicolò Politi. Il primo culto fu introdotto in epoca aragonese, il secondo, eremita adornese del XII secolo, fu introdotto verso la fine del XVII secolo, ed è patrono anche di Alcara Li Fusi, nel Messinese.

### Tradizioni e folclore
Le manifestazioni popolari più importanti che si svolgono ad Adrano hanno tutte carattere religioso. La più importante di esse è la festa del patrono San Nicolò Politi, che si svolge annualmente il 2-3-4 agosto. Tra cui il 3 agosto si svolge la cosiddetta Volata dell'Angelo: quasi al termine della processione del simulacro del Santo, intorno alle ore 21, un fanciullo vestito da Angelo è posto sulla statua all’altezza di dodici metri, sorretto tramite una corda legata da un lato al Palazzo Bianchi e dall’altro alla Chiesa Madre. Dopo aver recitato un'ode sacra, l fanciullo lancia un mazzo di fiori verso il fercolo e risale in alto.
Non è invece prevista la processione in onore del compatrono San Vincenzo martire, a cui è riservato solo un rito religioso il 22 gennaio di ogni anno.
Molto sentite dalla comunità adranita sono le celebrazioni della Settimana Santa che si svolgono annualmente: esse hanno inizio con la Domenica delle Palme e la rappresentazione della Via Crucis; la processione del Cristo alla Colonna il Giovedì santo, in cui il secentesco simulacro ligneo viene portato con passi lenti - tre avanti e uno indietro - a spalla dai cittadini, e compie la visita ai Sepolcri fino a notte fonda; la giornata successiva, per il Venerdì santo, si svolge al mattino la processione della Madonna Addolorata, e la sera il trasporto della Bara col Cristo Morto, detto U Lizzanti, al cui passaggio la folla in strada intona un antico canto funebre; nella giornata di domenica si concludono i festeggiamenti con la Diavolata, sacra rappresentazione settecentesca dell'eterna lotta fra il bene e il male, che si svolge in piazza Umberto: il dramma si compone di cinque scene, nell'ultima delle quali l'Arcangelo Michele sconfigge definitivamente Lucifero. Segue l'Angelicata, che vede due angeli offrire doni al Cristo Risorto e alla Madonna.
Altre importanti manifestazioni che si svolgono ogni anno ad Adrano, e vedono una larga partecipazione da parte della popolazione, sono le processioni religiose in onore di San Giuseppe il 19 marzo,della Madonna delle Grazie il 2 luglio, della Madonna della Catena il 5 agosto, in concomitanza con le festività patronali di San Nicolò Politi, e quella in onore dei santi Alfio, Filadelfo e Cirino l'ultima domenica di maggio.
Tra gli eventi più rilevanti che si svolgono annualmente ad Adrano si segnala il carnevale, le cui prime edizioni risalgono agli anni sessanta del XX secolo. Nelle edizioni del 2002 e del 2003 è stato gemellato con il Carnevale di Rio de Janeiro.

### Istituzioni, enti e associazioni
Ad Adrano sorgeva un presidio ospedaliero, l'Ospedale Civile di Adrano, fondato nel 1568 dalla locale nobile Compagnia dei Bianchi, passato di proprietà del Comune dopo il 1919. Era ubicato all'interno dell'ex Monastero di Sant'Agostino, confiscato all'ordine monastico agostiniano dalle autorità statali con R.D. 18 gennaio 1866, n. 2787; il nosocomio fu dismesso nel 1998 con il trasferimento del pronto soccorso e dei suoi reparti (medicina, chirurgia, pediatria e ostetricia) all'Ospedale Maria Santissima Addolorata di Biancavilla

### Qualità della vita
La qualità della vita ad Adrano è caratterizzata in linea generale da livelli precari e come una delle peggiori nel contesto dell'ex provincia di Catania. Preoccupante è la diffusione nella popolazione di fenomeni quali il disagio socioeconomico, il disagio minorile, l'elevato tasso di criminalità - sia organizzata sia individuale - e dello spaccio e consumo di stupefacenti.
Molto preoccupanti sono anche i livelli di disoccupazione, che al 2011 presentavano un tasso generale del 25,4%, e quella giovanile ancora più elevata con il 49,3%. Elevato il suo indice di vulnerabilità sociale e materiale (104,5 nel 2011), tra i più alti a livello nazionale (46º posto tra tutti i comuni italiani nel 2011).
Il Congresso nazionale di pediatria tenutosi nel 1998, denunciò la diffusione ad Adrano del fenomeno dei "genitori-bambini" (anche di più figli), per il quale il comune siciliano deteneva il primato a livello nazionale.

## Cultura

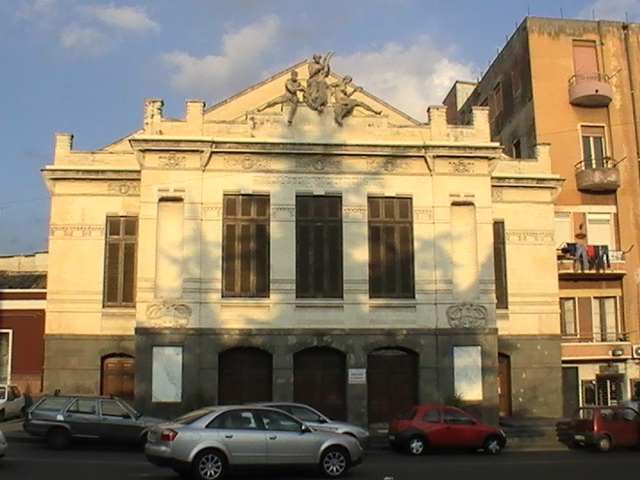
Il Teatro Bellini

### Istruzione

#### Archivi e biblioteche
L'Archivio Storico Comunale di Adrano ha sede nel palazzo comunale di via Spampinato. In esso sono conservati tutti i documenti relativi all'attività dell'amministrazione locale a partire dal XVI secolo, e comprende: gli atti della Curia Giuratoria (1566-1812), del Proconservatore, della Curia Capitaniale (1630-1833), della Curia Civile (1524-1790), del periodo borbonico (1812-1860), e carte di natura amministrativa del Comune in epoca postunitaria, come deliberazioni e atti dello stato civile.
Ad Adrano è presente una biblioteca comunale (Biblioteca Comunale "Comm. Rosario Russo"), fondata nel 1926. Ospitata all'interno dei locali dell'ex monastero di Santa Lucia fino al 1972, e successivamente a Palazzo Bianchi fino al 1999, è attualmente ubicata in locali posti all'interno di un edificio adiacente alla Chiesa di Santa Maria del Rosario. Consta di un patrimonio librario di 25 000 volumi. La fondazione di una prima biblioteca nel comune etneo risale però al 1870; una biblioteca popolare fu fondata nel 1909 da un comitato di cittadini alla cui presidenza onoraria vi era Giuseppe Lombardo Radice.

#### Scuole
Nel territorio di Adrano sono presenti cinque scuole dell'infanzia, nove scuole di istruzione di primaria, quattro scuole di istruzione secondaria di primo grado, e tre scuole di istruzione secondaria di secondo grado (liceo, istituto tecnico, istituto professionale).

#### Musei
Adrano è sede di un museo. Fondato nel 1902 come museo archeologico per volontà del reverendo Salvatore Petronio Russo - appassionato cultore della storia e dell'archeologia del paese - il Museo Regionale "Saro Franco" (così intitolato dal 2014), ospitato al Castello Normanno dal 1958, conserva molti oggetti provenienti dagli scavi effettuati nei dintorni della cittadina etnea, in particolare nel sito di Mendolito, nel periodo a cavallo tra il XIX e il XX secolo. Nei decenni successivi, il museo venne ampliato con la creazione di un archivio storico, di una pinacoteca e di una sezione dedicata all'artigianato locale.

### Media
Principali mass media adraniti sono l'emittente televisiva generalista TVA Tele Video Adrano - già Telenormanna - attiva dal 1994,  e le due emittenti radiofoniche cittadine: Radio Flash, attiva dal 1978, il cui segnale è ricevibile in tutta la Sicilia, in alcune zone del Sud Italia (province di Salerno e Potenza) nonché a Malta e Gozo; RSI Radio Studio Italia - legata a TVA - nata sul finire degli anni novanta, affiliata al circuito InBlu, il cui segnale copre le province di Catania e di Enna. Nel 2014 veniva inaugurata l'emittente monotematica musicale Flash TV, legata a Radio Flash ma le cui trasmissioni sono terminate nel 2018.

### Teatro
Adrano è sede di un teatro comunale, il Teatro Bellini, fondato nel XVIII secolo. Al Teatro Bellini fu girata una scena del film Divorzio all'italiana del 1961, diretto da Pietro Germi, e con protagonista l'attore Marcello Mastroianni, che in quell'epoca era una sala cinematografica.

### Cucina
La cucina tipica adranita non si discosta molto da quella siciliana, e catanese in particolare, ma si distingue per il notevole impiego dell'arancia rossa e del pistacchio nelle ricette.

## Geografia antropica

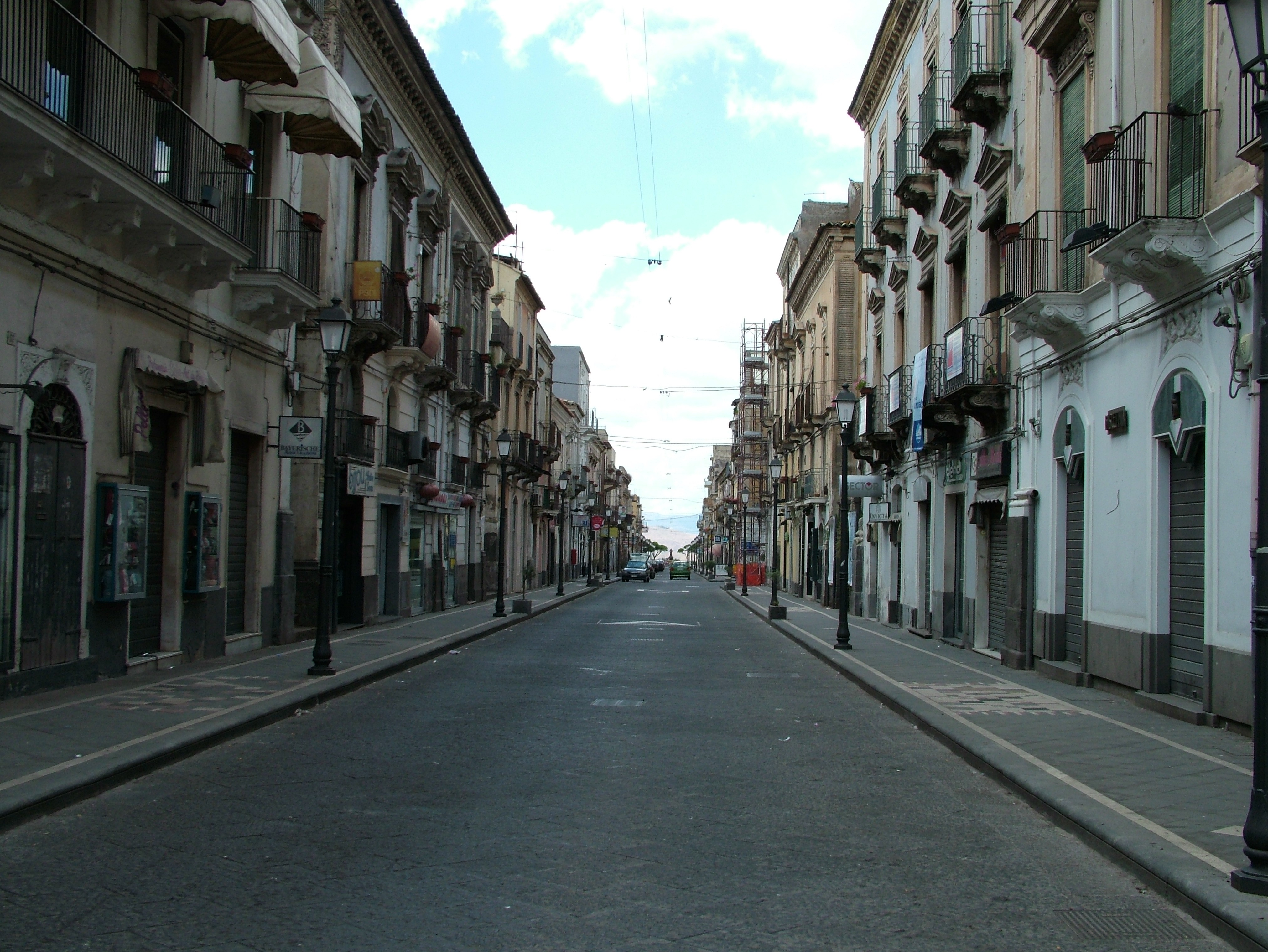
Corso Garibaldi

### Urbanistica
L'abitato di Adrano ha origini molto antiche e il suo sviluppo ebbe inizio nel III secolo, per poi proseguire nei secoli successivi. Il suo centro storico, il cui impianto risale al XII secolo, con caratteristiche medievali e occupa una superficie di 33 ha, che corrisponde al 13% della superficie totale del centro abitato. Fino all'ultimo decennio del XIX secolo, il centro storico rappresentava la quasi totalità del centro abitato, con una densità abitativa di oltre 550 abitanti per ettaro, e nei primi decenni del XX secolo furono avviate le prime espansioni urbane con la nascita di nuovi quartieri, come Stazione, Monterosso, Patellaro, la Lisia, Cappellone, San Marco, Cappuccini e Giobbe.
A partire dal dopoguerra il tessuto urbano del comune etneo subì ulteriori variazioni, con la costruzione di due arterie di circonvallazione (via Catania e via della Regione), per liberare le vie del centro storico dall'intasamento dovuto all'aumento del trasporto su gomma. Proseguì l'espansione dell'abitato con lo sviluppo disordinato di nuove aree residenziali, e dunque attraverso il fenomeno dell'abusivismo edilizio, che proseguì anche nel corso degli anni ottanta-novanta, nonostante l'adozione di un primo piano regolatore generale nel 1962.

### Suddivisioni storiche
Il territorio comunale di Adrano non prevede una suddivisione in quartieri di tipo amministrativo e ufficiale, ma di natura storica. Molti dei nomi dei quartieri del centro storico traggono la loro origine dalla presenza di un edificio religioso.
I principali quartieri del centro storico adranita, formatisi dopo la ricostruzione avvenuta dopo il sisma del 1693, sono Borgo, Catena, Gurgo, Ignonilli, Piazza, San Leo, San Pietro, Sant'Agata, Sant'Agostino, Santissimo Salvatore, Spirito Santo, mentre i quartieri a ridosso del centro storico e formatisi dopo la fine del XIX secolo sono Cappellone, Cappuccini, Giobbe, Lisia, Monterosso, Patellaro, San Marco e Stazione.

### Contrade
Nel territorio di Adrano non sono presenti frazioni, ma sono presenti numerose contrade situate fuori dal centro abitato, ed esse sono: Buglio, Cannatella, Capici, Contrasto, Cugno, Dagala, Difesa Luna, D'Urso, Erbe Bianche, Figurella, Fogliuta, Forte, Franza, Fumata, Giordano, Luna, Mandropero, Margi, Mendolito, Minà, Naviccia, Parricchia, Passo Zingaro, Pecoraro, Pecorelle, Pernicotto, Poggio Chiuse, Pulica, Roccazzello, Ruvolita, San Giuseppe, Santuzza, Sciarotta, Scolaro Cisterna, Scolaro Pollicino, Solicchiata, Timpone, Ventitumoli, Vituro, Zizulli.

## Economia
Primo settore per importanza nell'economia di Adrano è l'agricoltura, con la produzione di arance, uva, pistacchi, fichi d'India e miele: Adrano fa parte della zona di produzione dell'Arancia rossa di Sicilia IGP e della zona di produzione del Pistacchio di Bronte DOP.
Altre attività sviluppate sono il commercio, l'artigianato (in particolare lavorazione legno e metalli) e l'edilizia. In crescita il turismo, favorito dalla cospicua presenza di beni monumentali, e dalle politiche comunali con l'apertura nel 2016 di un ufficio del turismo, peraltro dotato di un pullman per escursioni e visite guidate nella zona. Discreta è la presenza di attività del settore alberghiero e ristoratore.
Molto importante è il settore della produzione di energia elettrica, poiché sede di alcuni impianti per la produzione di energia elettrica da fonti rinnovabili.
Nel 1981 in contrada Contrasto fu inaugurata e messa in esercizio la Centrale Solare Eurelios, il primo impianto solare a concentrazione a torre al mondo con una superficie di 7 800 metri quadrati a specchi e capace di erogare 1 megawatt di potenza, finanziata dall'Unione europea nell'ambito di un progetto di ricerca comunitario e realizzata dall'Enel. La sua produzione fu immessa nella rete elettrica nazionale: centinaia di specchi riflettevano la radiazione solare su uno scambiatore in cui fluiva acqua che veniva riscaldata fino a divenire vapore ad alta pressione e temperatura. Il vapore azionava una turbina solidale a un generatore elettrico, similmente al funzionamento di una centrale convenzionale. Enel terminò la sperimentazione nel 1985 e pubblicò i risultati nel 1991. Fu scelto il territorio adranita perché, da una ricerca europea, risultò il più assolato d'Europa. La centrale fu chiusa nel 1987, la torre fu smantellata negli anni successivi.
Nel 2011, nello stesso sito in cui sorgeva la centrale Eurelios, è sorta una centrale fotovoltaica Enel, costituita da 10 000 pannelli che generano corrente continua catturata dal sole per una potenza di 9 megawatt.
Altro impianto presente nel territorio adranita è la centrale idroelettrica, situata anch'essa in contrada Contrasto, sotto il ponte Barca, entrata in servizio nel 1966. Si tratta di un impianto idroelettrico a serbatoio (lago artificiale), gestito dalla Acoset S.p.A., che utilizza le acque provenienti dal fiume Simeto. L'impianto, costruito in caverna, ha una potenza efficiente pari a 35 megawatt. La centrale di Contrasto è in grado di fornire l'energia necessaria al consumo domestico di circa 27 000 famiglie, evitando emissioni di CO2 da produzione termoelettrica per 32 000 tonnellate all'anno.

## Infrastrutture e trasporti

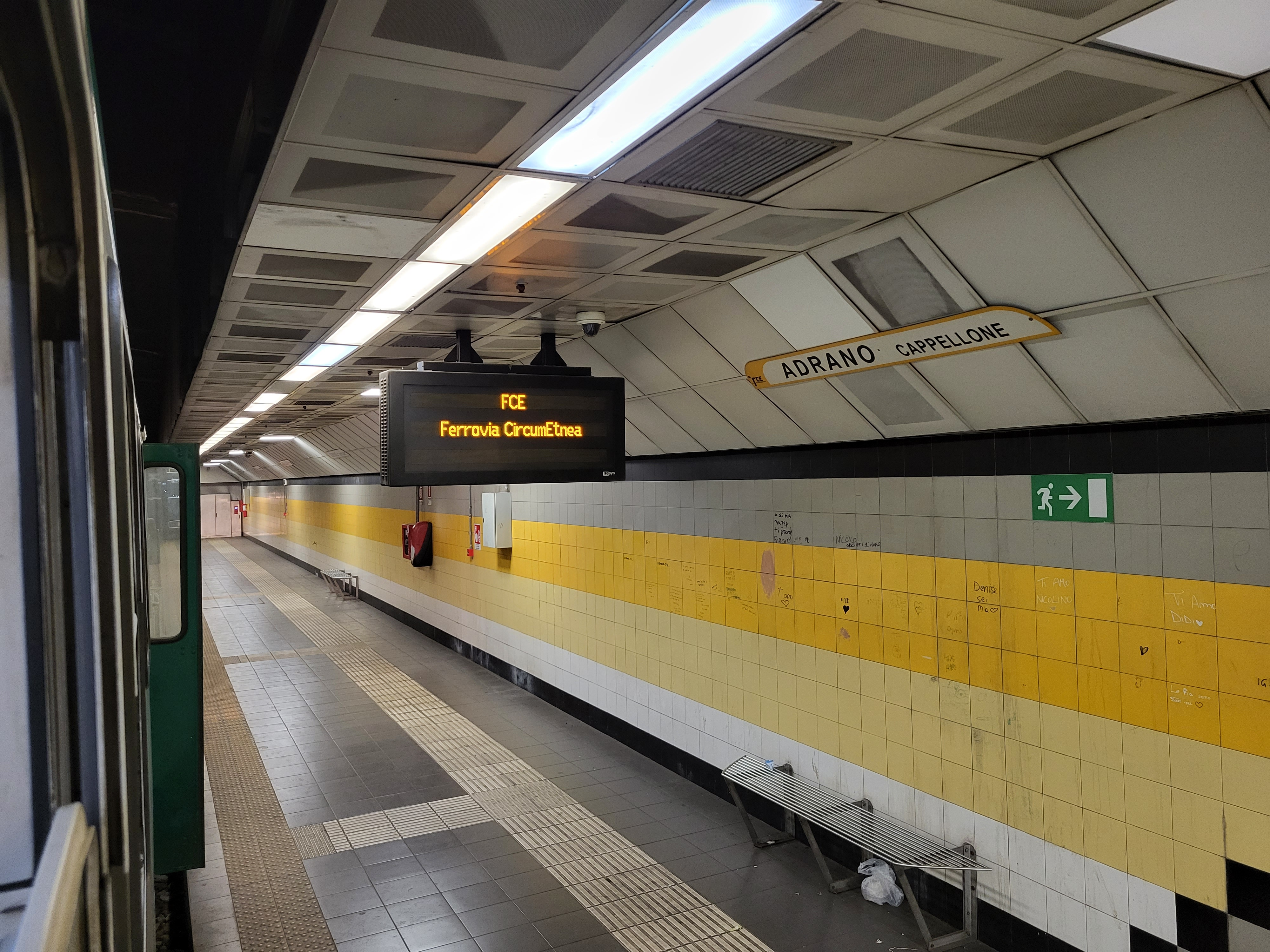
La stazione di Adrano Cappellone della Ferrovia Circumetnea

La cittadina è attraversata da due strade importanti: Strada statale 121 Catanese e Strada statale 284 Occidentale Etnea, che collegano Adrano al capoluogo e alle località della Sicilia centrale e orientale.
È anche servita da tre stazioni ferroviarie della Ferrovia Circumetnea che la collega a molti dei comuni del circondario etneo e a Catania; le stazioni, a partire da sud sono Adrano Cappellone, Adrano Centro, Adrano Naviccia e Adrano Nord.
Le prime due sono interrate, mentre le altre due sono situate in superficie.
La stazione di Adrano Centro è stata costruita in corrispondenza della storica stazione di Adrano, mentre la stazione di Adrano Nord è ubicata alla periferia nord, in località Naviccia. In tale stazione è presente anche l'autorimessa da cui partono i collegamenti pubblici su strada, per le varie direzioni delle autolinee della FCE.

## Amministrazione
Di seguito è presentata una tabella relativa alle amministrazioni che si sono succedute in questo comune.
| Periodo           | Periodo           | Primo cittadino      | Partito                                 | Carica                    | Note   |
| ----------------- | ----------------- | -------------------- | --------------------------------------- | ------------------------- | ------ |
| 14 luglio 1989    | 11 gennaio 1990   | Amindore Ambrosetti  | -                                       | Commissario straordinario | [ 74 ] |
| 12 gennaio 1990   | 13 luglio 1990    | Vincenzo Castiglione | Partito Socialista Democratico Italiano | Sindaco                   | [ 74 ] |
| 14 luglio 1990    | 3 marzo 1991      | Alfio Mangani        | Partito Socialista Italiano             | Sindaco                   | [ 74 ] |
| 4 marzo 1991      | 29 settembre 1991 | Angelo D'Agate       | Democrazia Cristiana                    | Sindaco                   | [ 74 ] |
| 30 settembre 1991 | 22 giugno 1993    | Damiano Lutri        | -                                       | Commissario straordinario | [ 74 ] |
| 30 settembre 1991 | 22 giugno 1993    | Martino Nicosia      | -                                       | Commissario straordinario | [ 74 ] |
| 30 settembre 1991 | 22 giugno 1993    | Stefano Scamacca     | -                                       | Commissario straordinario | [ 74 ] |
| 30 settembre 1991 | 22 giugno 1993    | Giancarlo Genovese   | -                                       | Commissario straordinario | [ 74 ] |
| 23 giugno 1993    | 15 gennaio 2000   | Nicolò Bertolo       | Partito Democratico della Sinistra      | Sindaco                   | [ 74 ] |
| 16 gennaio 2000   | 1º maggio 2000    | Antonino Biondo      | -                                       | Commissario straordinario | [ 74 ] |
| 2 maggio 2000     | 26 marzo 2008     | Fabio Mancuso        | centro-destra                           | Sindaco                   | [ 74 ] |
| 27 marzo 2008     | 1º luglio 2008    | Salvatore Currao     | -                                       | Commissario straordinario | [ 74 ] |
| 2 luglio 2008     | 24 giugno 2018    | Giuseppe Ferrante    | centro-destra                           | Sindaco                   | [ 74 ] |
| 25 giugno 2018    | 28 marzo 2021     | Angelo D'Agate       | lista civica                            | Sindaco                   | [ 74 ] |
| 19 aprile 2021    | 29 ottobre 2021   | Angelo Sajeva        | -                                       | Commissario straordinario | [ 74 ] |
| 30 ottobre 2021   | in carica         | Fabio Mancuso        | Movimento per l'Autonomia               | Sindaco                   | [ 74 ] |

### Altre informazioni amministrative
Il comune di Adrano fa parte delle seguenti organizzazioni sovracomunali:
- regione agraria n.1 (Versante occidentale Etna)[76];
- patto territoriale "Simeto-Etna"[77];
- gruppo di azione locale "Etna".[78]

## Sport
Nella cittadina etnea per molti anni fu attiva la società di calcio Adrano Calcio, la cui origine risale al 1922. Rifondata più volte nel corso della sua storia, raggiunse il culmine con il campionato di Serie D disputato per otto stagioni consecutive raggiungendo per due volte la finale per l'accesso in Lega Pro, nel 1932 vinse la storica Coppa Arpinati. Altre squadre calcistiche locali furono l'Adernò e l'Adranitana, che hanno militato nei campionati dilettantistici regionali.
Anche la pallacanestro ha una propria rappresentativa, la società Distefano Trasporti Adrano Basket, che milita nel campionato di Serie C Silver Maschile Sicilia; altra compagine sportiva è la squadra femminile di pallavolo Yvii volley - San Giuseppe Adrano, che disputa la Serie C Femminile Pallavolo Sicilia.

### Impianti sportivi
Maggiore impianto sportivo di Adrano è lo stadio comunale "Dell'Etna", situato in contrada Difesa Luna. Inaugurato nel 2007, è dotato di due tribune con una capienza complessiva di 5 000 spettatori. Il terreno di gioco è in erba sintetica, ed è circondato da una pista di atletica.
In precedenza, le formazioni di calcio adranite disputavano le proprie partite interne al campo sportivo "Duca di Misterbianco", costruito negli anni quaranta, sito nell'omonima via del centro storico di Adrano nei pressi del giardino pubblico.
Altre strutture sportive pubbliche sono le due tensostrutture, l'una denominata "Madre Teresa di Calcutta", che sorge in via Spampinato, inaugurata nel 2014, destinata allo svolgimento delle attività di pallacanestro, pallavolo, pattinaggio artistico, calcio a 5 e sport liberi; l'altra, la "Don Pino Puglisi" inaugurata nel 2015, sorge in via San Leo, che comprende due campetti da tennis.